# Слабища
Слабища (на гръцки: Σλάμπιστα) е река в Егейска Македония, Гърция, ляв приток на Стенската река (Стенопотамос), част от водосборния басейн на река Бистрица (Алакмонас).

## Описание
Реката се образува от няколко потока, извиращи в планината Гълъмбица, западно от Попов връх (1110 m). Тече в югоизточна посока и минава северно от рида Ондрия, южно от село Чука и северно от село Радигоже (Агия Ана), приема левия си приток Сарандиница, след което се влива в Стенската река, малко преди вливането ѝ в Бистрица (в района наричана Белица) като ляв приток.
В 1969 година с един указ реката е преименувана на Лянорема (Λιανόρεμα) при преименуванията на топонимите в община Нестрам (Несторио) и на Агоно (Άγονο) при преименуванията на топонимите в община Гърлени (Хионато).